# Suzanne Hiram
Suzanne Hiram (ur. 10 sierpnia 1987) – nauruańska sztangistka, trzykrotna mistrzyni Oceanii i dwukrotna mistrzyni Australii i Oceanii w podnoszeniu ciężarów.